# Marek Haltof
Marek Haltof, cu numele întreg Józef Marek Haltof, (n. 1957, Cieszyn, Republica Populară Polonă, Polonia) este un teoretician și istoric de film polonez.

## Biografie
A absolvit studii de masterat la Universitatea Sileziană din Katowice, filiala din Cieszyn (1980) și la Universitatea Flinders din Adelaide (1989). A obținut doctoratul în 1995 la Universitatea din Alberta, iar în 2001 a obținut titlul de doctor habilitat la Facultatea de Management și Comunicare Socială a Universității Jagiellone din Varșovia pe baza tezei Autor i kino artystyczne. Przypadek Paula Coxa. A ținut prelegeri la mai multe universități din Canada (inclusiv la Universitatea din Calgary), iar începând din 2001 este profesor la Northern Michigan University. Domeniile sale de interes sunt cinematografia australiană și istoria cinematografiei poloneze.
A publicat mai multe cărți în limbile engleză și poloneză cu privire la istoria cinematografiei poloneze și la cinematografia australiană, printre care Peter Weir: When Cultures Collide (1996), Polish National Cinema (2002), The Cinema of Krzysztof Kieślowski: Variations on Destiny and Chance (2004), Kino australijskie. O ekranowej konstrukcji Antypodów (2005), Historical Dictionary of Polish Cinema (2007; ed. a II-a, 2015), Polish Film and the Holocaust: Politics and Memory (2012), Screening Auschwitz: Wanda Jakubowska's The Last Stage and the Politics of Commemoration (2018), Polish Cinema: A History (2019), și a editat cartea The New Polish Cinema. A câștigat de două ori premiul academic „Peter White” (2006, 2014) și a fost distins, de asemenea, cu premiul pentru științe umaniste „Waclaw Lednicki” (2019) al Institutului Polonez de Științe și Arte din America. Lucrările sale academice au fost traduse în mai multe limbi, printre care chineză, japoneză, spaniolă și cehă.
În afara studiilor academice pe teme cinematografice, Marek Haltof a mai publicat alte trei cărți în limba poloneză: volumul de nuvele Maks jest wielki (1988), romanul Duo Nowak (1996) și volumul de eseuri despre cinematografia americană Kino lęków (1992).

## Publicații (selecție)
- Kino lęków. Szumacher. 1992. ISBN 8390033275.
- Peter Weir: When Cultures Collide. Twayne Publishers, Simon & Shuster Macmillan. 1996. ISBN 0805778438.
- Kino Australii: o ekranowej konstrukcji Australii. PWSFTviT. 1996. ISBN 8390078880.
- Autor i kino artystyczne. Przypadek Paula Coxa. Rabid. 2001. ISBN 9788388668111.
- Polish National Cinema. Berghahn Books. 2002. ISBN 978-1571812759.
- The Cinema of Krzysztof Kieślowski: Variations on Destiny and Chance. Wallflower Press/Columbia University Press. 2004. ISBN 978-1903364925.
- Kino australijskie. O ekranowej konstrukcji Antypodów. słowo/obraz terytoria. 2005. ISBN 8374536705.
- Historical Dictionary of Polish Cinema. Scarecrow Press. 2007. ISBN 9780810855663.
- The A to Z of Polish Cinema. Scarecrow Press. 2010. ISBN 978-0810876170.
- Polish Film and the Holocaust: Politics and Memory. Berghahn Books. 2012. ISBN 978-0857453563.
- Screening Auschwitz: Wanda Jakubowska's The Last Stage and the Politics of Commemoration. Northwestern University Press. 2018. ISBN 978-0810136106.
- Polish Cinema: A History. Berghahn Books. 2019. ISBN 978-1785339721.